# Йордан Ангелов (политик)
Вижте пояснителната страница за други личности с името Йордан Ангелов.
Йордан Ангелов е български политик, народен представител от Демократическия сговор.

## Биография
Йордан Ангелов е роден в 1891 година в град Куманово, тогава в Османската империя. Завършва пети клас. Емигрира в Свободна България, където се жени и установява в кочериновското село Стоб. На мястото на къщата му в Стоб днес се намира главният площад. Йордан Ангелов е споменат в азбучника към стенографските дневници на XXI обикновено народно събрание, четвърта редовна сесия в 1926 - 1927 година, като народен представител, избран от Дупнишката избирателна околия, а за негово местожителство е посочено село Стоб. За Йордан Ангелов е отбелязано още, че се занимава със земеделие и търговия и е член на партията Демократически сговор. Член е на Бюджетната комисия. Ангелов поддържа връзки с ВМРО. Той е сред инициаторите за основаване на акцтионерното дружество „Сила“, което в началото на 20-те години на XX век изгражда електроцентрала и електрифицира село Стоб.
Йордан Ангелов умира в лятото на 1931 година и е погребан в старата част на селските гробища на Стоб.